# Temporada 1988-89 de los Charlotte Hornets
La temporada 1988-89 fue la primera de los Charlotte Hornets en la NBA, tras la ampliación de la liga de 23 a 25 equipos, entrando a formar parte de la misma junto a los Miami Heat. La temporada regular acabó con 20 victorias y 62 derrotas, ocupando el duodécimo y último puesto de la conferencia Este, no logrando clasificarse para los playoffs.

## Draft de expansión
| Pick | Jugador          | Posición  | Nacionalidad   | Antiguo equipo         |
| ---- | ---------------- | --------- | -------------- | ---------------------- |
| 2    | Dell Curry       | Escolta   | Estados Unidos | Cleveland Cavaliers    |
| 4    | Dave Hoppen      | Ala-Pívot | Estados Unidos | Golden State Warriors  |
| 6    | Tyrone Bogues    | Base      | Estados Unidos | Washington Bullets     |
| 8    | Mike Brown       | Ala-Pívot | Estados Unidos | Chicago Bulls          |
| 10   | Rickey Green     | Base      | Estados Unidos | Utah Jazz              |
| 12   | Michael Holton   | Base      | Estados Unidos | Portland Trail Blazers |
| 14   | Michael Brooks   | Alero     | Estados Unidos | Denver Nuggets         |
| 16   | Bernard Thompson | Escolta   | Estados Unidos | Phoenix Suns           |
| 18   | Ralph Lewis      | Escolta   | Estados Unidos | Detroit Pistons        |
| 20   | Clinton Wheeler  | Base      | Estados Unidos | Indiana Pacers         |
| 22   | Sedric Toney     | Base      | Estados Unidos | New York Knicks        |

## Elecciones en elDraft
| Ronda | Puesto | Jugador     | Posición  | Nacionalidad   | Universidad |
| ----- | ------ | ----------- | --------- | -------------- | ----------- |
| 1     | 8      | Rex Chapman | Escolta   | Estados Unidos | Kentucky    |
| 2     | 34     | Tom Tolbert | Ala-Pívot | Estados Unidos | Arizona     |

## Temporada regular
| División Atlántico   | División Atlántico | División Atlántico | División Atlántico | División Atlántico | División Atlántico | División Atlántico | División Atlántico | División Atlántico |
| Equipo               | G                  | P                  | %                  | PD                 | Casa               | Fuera              | Div                |                    |
| -------------------- | ------------------ | ------------------ | ------------------ | ------------------ | ------------------ | ------------------ | ------------------ | ------------------ |
| y-New York Knicks    | 52                 | 30                 | .634               | –                  | 35–6               | 17–24              | 18–12              |                    |
| x-Philadelphia 76ers | 46                 | 36                 | .561               | 6                  | 30–11              | 16–25              | 19–11              |                    |
| x-Boston Celtics     | 42                 | 40                 | .512               | 10                 | 32–9               | 10–31              | 19–11              |                    |
| Washington Bullets   | 40                 | 42                 | .488               | 12                 | 30–11              | 10–31              | 17–13              |                    |
| New Jersey Nets      | 26                 | 56                 | .317               | 26                 | 17–24              | 9–32               | 9–21               |                    |
| Charlotte Hornets    | 20                 | 62                 | .244               | 32                 | 12–29              | 8–33               | 8–22               |                    |

## Estadísticas
| Rk | Jugador        | Edad | P  | PT | MP   | TC  | TCI  | %TC  | T3  | T3I | %T3   | TL  | TLI | %TL  | RO  | RD  | RT  | AS  | RB  | TAP | BP  | FP  | PTS  |
| -- | -------------- | ---- | -- | -- | ---- | --- | ---- | ---- | --- | --- | ----- | --- | --- | ---- | --- | --- | --- | --- | --- | --- | --- | --- | ---- |
| 1  | Kelly Tripucka | 29   | 71 | 65 | 32.4 | 8.0 | 17.1 | .467 | 0.4 | 1.2 | .357  | 6.2 | 7.2 | .866 | 1.1 | 2.6 | 3.8 | 3.2 | 1.2 | 0.2 | 3.3 | 2.8 | 22.6 |
| 2  | Kurt Rambis    | 30   | 75 | 75 | 29.8 | 4.3 | 8.4  | .518 | 0.0 | 0.0 | .000  | 2.4 | 3.3 | .734 | 3.6 | 5.8 | 9.4 | 2.1 | 1.3 | 0.8 | 2.0 | 2.8 | 11.1 |
| 3  | Rex Chapman    | 21   | 75 | 44 | 29.6 | 7.0 | 16.9 | .414 | 0.8 | 2.5 | .314  | 2.1 | 2.6 | .795 | 1.0 | 1.5 | 2.5 | 2.3 | 0.9 | 0.3 | 1.5 | 2.2 | 16.9 |
| 4  | Robert Reid    | 33   | 82 | 54 | 26.2 | 6.3 | 14.8 | .428 | 0.2 | 0.6 | .327  | 1.9 | 2.4 | .776 | 1.0 | 2.7 | 3.7 | 1.9 | 0.6 | 0.2 | 1.3 | 2.9 | 14.7 |
| 5  | Michael Holton | 27   | 67 | 60 | 25.3 | 3.2 | 7.5  | .427 | 0.0 | 0.2 | .214  | 1.8 | 2.1 | .839 | 0.4 | 1.1 | 1.6 | 6.3 | 1.0 | 0.2 | 1.8 | 2.5 | 8.3  |
| 6  | Earl Cureton   | 31   | 82 | 41 | 25.0 | 2.8 | 5.7  | .501 | 0.0 | 0.0 | .000  | 0.8 | 1.5 | .537 | 2.3 | 3.7 | 6.0 | 1.6 | 0.6 | 0.7 | 1.4 | 2.8 | 6.5  |
| 7  | Muggsy Bogues  | 24   | 79 | 21 | 22.2 | 2.3 | 5.3  | .426 | 0.0 | 0.2 | .077  | 0.8 | 1.1 | .750 | 0.7 | 1.4 | 2.1 | 7.8 | 1.4 | 0.1 | 1.6 | 1.8 | 5.4  |
| 8  | Dave Hoppen    | 24   | 77 | 36 | 18.4 | 2.6 | 4.6  | .564 | 0.0 | 0.0 | .500  | 1.3 | 1.8 | .727 | 1.6 | 3.4 | 5.0 | 0.7 | 0.3 | 0.3 | 1.0 | 3.1 | 6.5  |
| 9  | Sidney Lowe    | 29   | 14 | 0  | 17.9 | 0.6 | 1.8  | .320 | 0.0 | 0.1 | .000  | 0.5 | 0.8 | .636 | 0.4 | 2.0 | 2.4 | 6.6 | 1.0 | 0.0 | 0.6 | 2.0 | 1.6  |
| 10 | Greg Kite      | 27   | 12 | 12 | 17.8 | 1.3 | 2.5  | .533 | 0.0 | 0.0 |       | 0.5 | 0.8 | .600 | 1.3 | 3.2 | 4.4 | 0.6 | 0.3 | 0.7 | 1.0 | 3.6 | 3.2  |
| 11 | Tim Kempton    | 25   | 79 | 0  | 17.0 | 2.2 | 4.2  | .510 | 0.0 | 0.0 | .000  | 1.8 | 2.6 | .686 | 1.2 | 2.7 | 3.8 | 1.3 | 0.5 | 0.2 | 1.5 | 2.7 | 6.1  |
| 12 | Dell Curry     | 24   | 48 | 0  | 16.9 | 5.3 | 10.9 | .491 | 0.4 | 1.1 | .345  | 0.8 | 1.0 | .870 | 0.5 | 1.6 | 2.2 | 1.0 | 0.9 | 0.1 | 0.9 | 1.4 | 11.9 |
| 13 | Brian Rowsom   | 23   | 34 | 0  | 15.2 | 2.4 | 4.8  | .494 | 0.0 | 0.0 | 1.000 | 1.9 | 2.4 | .802 | 1.6 | 2.4 | 4.0 | 0.7 | 0.3 | 0.4 | 0.5 | 2.0 | 6.6  |
| 14 | Rickey Green   | 34   | 33 | 2  | 11.2 | 1.7 | 4.0  | .432 | 0.0 | 0.2 | .200  | 0.4 | 0.4 | .929 | 0.1 | 0.6 | 0.7 | 2.5 | 0.5 | 0.0 | 0.8 | 0.5 | 3.9  |
| 15 | Tom Tolbert    | 23   | 14 | 0  | 8.4  | 1.2 | 2.6  | .459 | 0.0 | 0.2 | .000  | 0.4 | 0.9 | .500 | 0.5 | 1.0 | 1.5 | 0.5 | 0.1 | 0.3 | 0.1 | 1.4 | 2.9  |
| 16 | Ralph Lewis    | 25   | 42 | 0  | 8.0  | 1.4 | 2.9  | .479 | 0.0 | 0.1 | .333  | 0.5 | 0.9 | .487 | 0.8 | 0.6 | 1.5 | 0.4 | 0.3 | 0.1 | 0.6 | 0.7 | 3.2  |

## Galardones y récords
| Jugador     | Galardón                                |
| Rex Chapman | 2.º Mejor quinteto de rookies de la NBA |